# Rimbach (Schwindegg)
Rimbach ist ein Gemeindeteil der Gemeinde Schwindegg im oberbayerischen Landkreis Mühldorf am Inn.

## Lage
Der Weiler Rimbach liegt am gleichnamigen Rimbach, einem rechten Zufluss der Goldach, die in die Isen mündet. Er liegt einen Kilometer südlich vom Schloss Schwindegg und in der Luftlinie 1,2 Kilometer nördlich der Bundesautobahn A 94. Von deren Ausfahrt 16 (Schwindegg) ist Rimbach auf einer 5,5 Kilometer langen Fahrt erreichbar. Die drei Ortschaften Oberrimbach, Mitterrimbach und Friedlrimbach liegen hingegen, 2 bis 5 Kilometer entfernt, südlich der Autobahn in der Gemeinde Obertaufkirchen.

## Bevölkerungsentwicklung

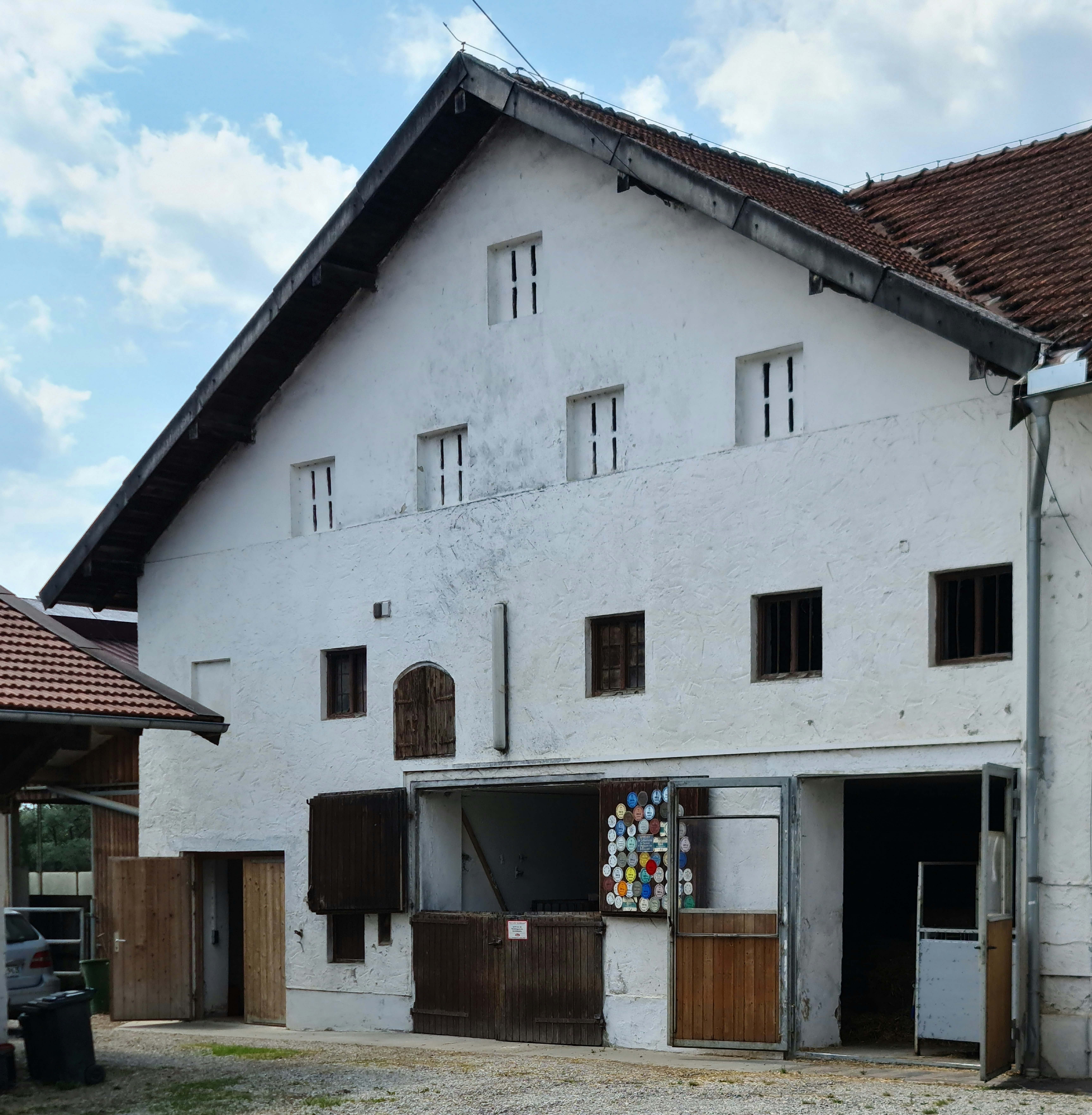
Rimbach 11, Altbau

In Rimbach gab es 1871 insgesamt 34 Einwohner. Im Mai 1987 lebten dort 25 Einwohner in sieben Wohngebäuden.
| Jahr      | 1871 | 1925 | 1950 | 1970 | 1987 |
| Einwohner | 34   | 36   | 42   | 30   | 25   |